# Édouard Muller (peintre)
Pour les articles homonymes, voir Muller.
Édouard Muller né le 26 septembre 1823 à Mulhouse et mort le 29 décembre 1876 à Nogent-sur-Marne est un peintre français.

## Biographie
Édouard Muller est le fils de Jean Henri Muller et de Catherine Eckert.
Il étudie avec Henri Lebert en 1838, avant de travailler à Paris de 1845 à 1854 avec Ladweze, un peintre russe. Puis il devient lui-même enseignant.
Édouard Muller expose au Salon de Paris.
En 1854, il peint Le Jardin d'Armide pour le compte de la manufacture de papiers peints Jules Desfossé ; cette œuvre est présentée à l'Exposition universelle de 1855 où elle reçoit une médaille de 1re classe.
Il est nommé chevalier de la Légion d'honneur en 1862.

## Famille
Julie Augustine Gabrielle Desfossé, fille de Jacques Jules Eugène Desfossé, s'est mariée avec le fils d'Édouard Muller, Henri Georges Müller, dessinateur industriel. Celui-ci meurt à 35 ans et sa femme se remarie avec Édouard Muller, le deuxième fils.